# Orpelów
Orpelów – wieś w Polsce położona w województwie łódzkim, w powiecie pabianickim, w gminie Dobroń.
W latach 1975–1998 miejscowość administracyjnie należała do województwa sieradzkiego. Liczba ludności wynosiła 855 osób w 2021 roku.